# Acqua profonda circumpolare
Con l'espressione acqua profonda circumpolare (abbreviata in CDW, dall'acronimo inglese "Circumpolar Deep Water") ci si riferisce ad una massa d'acqua dell'Oceano Pacifico e dell'Oceano Indiano che risulta da una miscelazione di altre masse d'acqua oceaniche nella regione.

## Composizione e struttura
Una caratteristica distintiva della CDW, che è la più grande massa d'acqua dell'Oceano Meridionale, è che non si forma alla superficie dell'oceano, ma è il risultato della miscelazione di altre masse d'acqua come l'acqua di fondo dell'Oceano antartico (AABW), l'acqua profonda del Nord Atlantico (NADW), l'acqua intermedia dell'Antartico (AAIW) e le masse d'acqua intermedie del Pacifico. Ulteriori contributi sono dati dalla rimessa in circolo delle acque profonde sia dell'Oceano Pacifico che di quello Indiano.
Essendo una miscela di altre masse d'acqua, il profilo temperatura-salinità (TS) dell'acqua profonda circumpolare è dato dalla convergenza delle linee TS delle masse d'acqua componenti. La CDW ha una temperatura compresa tra 1 e 2 °C e una salinità compresa tra 34,62 e 34,73 psu (practical salinity unit, l'unità di misura della salinità).